# 国本真子
国本 真子（くにもと まこ、1977年8月11日 -  ）は、日本のモデル。2000年代前半には、レースクイーンやイベントコンパニオンとして活動していた。
モデル事務所「株式会社イアラ」（東京都港区）に所属（2008年1月現在）。

## 経歴
- 1999年
  - 「Team SUZUKI」レースクイーン（鈴鹿8時間耐久ロードレース）
- 2000年
  - 「cdmaOne」レースクイーン
- 2001年
  - 「ロデオドライブ」910（ナインテン）レーシングギャルズ （全日本GT選手権）
- 2002年
  - コンパニオン（東京オートサロン）
  - 「Olympic KONDO」レースクイーン（フォーミュラ・ニッポン）
  - 「Leo Vince」レースクイーン
- 2003年
  - 「910 コンチネンタル」レースクイーン（全日本GT選手権）
  - 「ゴロワーズ」　レースクイーン
  - 「ECLIPSE」コンパニオン（東京モーターショー）
- 2004年
  - 「三菱自動車」コンパニオン（東京オートサロン）
  - 「グッドイヤー」コンパニオン

## 資格など
- 普通自動車免許
- 書道 六段
- 珠算 1級
- 実用英語技能検定 2級

## 出演

### テレビ
- ドラマ『神様のいたずら』（関西テレビ、2000年）
- ドラマ『カバチタレ!』（フジテレビ、2001年）
- ドラマ『ロング・ラブレター〜漂流教室〜』（フジテレビ、2002年）
- ドラマ『ランチの女王』（フジテレビ、2002年）
- ラブーシュカ クロスとエロスの殿堂（TBS、2003年）

### 広告
- 京王聖蹟桜ヶ丘ショッピングセンター（2006年）
- ヤクルト本社 ビューティエンス（2006年）

### 出版物
写真集
- QUENNS SEVEN（ケイエスエス、2000年）
- ピットウォーク 2000（ビブロス、2000年）

DVD
- ミレニアムレースクィーン（ポニーキャニオン、2000年）

## 参考
- 910 コンチネンタルガール 国本真子 （ギャルズパラダイスドットコム）